# Aéroport de Qinhuangdao Shanhaiguan
L'aéroport de Qinhuangdao Shanhaiguan (code IATA : SHP • code OACI : ZBSH) est un aéroport militaire desservant la ville de Qinhuangdao dans la province du Hebei, en Chine. Il a été remplacé en mars 2016 par l'aéroport de Qinhuangdao Beidaihe.